# Drawing the Line (film 1915)
Drawing the Line è un cortometraggio muto del 1915 diretto da Reaves Eason (B. Reeves Eason).

## Trama
Fred Harris, che vuole sbarazzarsi di Billy Home, suo rivale in amore, approfitta del fatto che il padre di Billy è stato condannato per furto per sparlare di lui, rovinargli gli affari e conquistare il cuore di Edith, la ragazza che entrambi amano. Sei anni dopo, Billy - che ora vive ai margini della società - incontra per caso Fred: l'uomo è diventato un alcolizzato e Billy, che non ha mai dimenticato il suo antico amore, decide di andare da Edith. Scopre che lei, lavorando come cucitrice, si è rovinata gli occhi ed è diventata cieca. Suo padre, morto qualche tempo prima, le aveva lasciato come sola eredità un'invenzione per il cui brevetto erano necessari trecento dollari che lei aveva consegnato a Fred. Ma, ricevuti i soldi, Fred era sparito, mandando alla moglie, a intervalli regolari, sempre nuove richieste di denaro. Lei, ignorandone il contenuto essendo cieca, fa vedere a Billy l'ultima lettera del marito nella quale Fred le aveva confessa le sue malefatte. Billy, nel leggergliela, per non turbarla, si inventa che Fred per il momento non può venire perché si è ammalato. Quando se ne va, Billy paga tutte le spese mediche per Edith, chiedendo al dottore di fare tutto il possibile per restituirle la vista. Poi parte alla ricerca dello scomparso. Lo ritrova in un istituto di riabilitazione dove Fred viene tenuto prigioniero. Ormai in fase di riabilitazione, guarito dall'alcolismo, Fred viene a sapere da Billy tutte le traversie passate dalla moglie. Il suo vecchio rivale gli consegna anche mille dollari, suggerendogli di dire, quando sarà tornato dalla moglie, che si tratta del ricavato della vendita dell'invenzione del padre. Poi, mentre Edith - che nel frattempo ha riacquistato la vista - e Fred si riuniscono, Billy scompare nuovamente nel mondo della malavita.

## Produzione
Il film fu prodotto dall'American Film Manufacturing Company.

## Distribuzione
Distribuito dalla Mutual Film, il film - un cortometraggio in due bobine - uscì nelle sale cinematografiche statunitensi il 23 agosto 1915.